# 聖康坦戰役 (1557年)
聖康坦戰役是1551年至1559年意大利战争期间的在圣康坦爆发的决定性战役，由法兰西王国对西班牙哈布斯堡王朝，最终西班牙在埃马努埃莱·菲利贝托的指挥下击败了蒙莫朗西公爵安内法国军队取胜，双方签订了《卡托-康布雷西和约》，哈布斯堡王朝取得了对意大利大部分地区的控制权。

## 註腳
1. 1 2  Nolan 2006，第756頁.
2. 1 2 3  Bonner 1992，第35頁.
3. ↑  Tucker 2010，第518頁.